# Onychophora
Gli Onicofori (Onychophora, Grube 1853) sono un phylum di invertebrati protostomi celomati che comprende circa 200 specie viventi raggruppate in un unico ordine di un'unica classe.

## Descrizione
L'aspetto degli onicofori è quello di vermi con zampe e antenne. Il corpo, approssimativamente cilindrico, non presenta segmentazione esterna ed ha una lunghezza variabile da uno a pochi centimetri. La cuticola extracellulare che lo riveste è fittamente coperta da papille.
Le zampe, in numero variabile da 14 a 43 paia, sono tozze e non articolate e terminano con due grosse unghie che hanno suggerito il nome del phylum (Onicofori significa infatti letteralmente portatori di unghie).
Il capo è l'unica parte del corpo che conserva tracce della metameria che doveva caratterizzare il progenitore delle forme attuali. È composto infatti da tre segmenti: il primo porta due antenne e usualmente due occhi. Nel secondo segmento vi è la bocca.

## Anatomia e fisiologia

### Circolazione e respirazione
Come nei tardigradi il celoma è regredito, mentre è presente un emocele, cioè una vasta cavità nella quale fluisce un sangue incolore, la cui funzione è quella di distribuire i nutrienti e non l'ossigeno. La circolazione è simile a quella degli Artropodi: l'emocele è diviso in seni, parzialmente separati da un diaframma e un vaso dorsale funge da cuore.
Anche il sistema respiratorio è analogo a quello di molti artropodi, essendo formato da una fitta serie di tubi (trachee) che partendo dalle aperture esterne (stigmi) portano direttamente l'ossigeno alle cellule dei tessuti interni. Gli stigmi non hanno alcun meccanismo di chiusura, cosicché non vi è modo di esercitare un controllo sulla perdita d'acqua per evaporazione (il che spiega perché questi animali vivano in ambienti molto umidi).

### Apparato digerente
L'apparato digerente è un tubo rettilineo che inizia con la bocca posizionata antero-ventralmente e dotata di un cercine carnoso e due mandibole dentellate, continua con una faringe muscolosa, un corto esofago e un lungo intestino medio e termina con l'ano che sbocca nella parte posteriore del corpo. Una parte rilevante della digestione avviene già nella cavità orale e nella faringe, grazie alla saliva ricca di enzimi idrolitici prodotta da due ghiandole salivari. La faringe, fortemente muscolosa, ha una funzione aspirante e pompa il cibo, attraverso l'esofago, nell'intestino medio.

### Cuticola e muscolatura
La cuticola, formata da una procuticola chitinosa e un'epicuticola formata da 4 strati privi di cere, non presenta ghiandole dermali e pori canali, e non essendo sclerificata, non può svolgere la funzione di sostegno dell'esoscheletro degli artropodi e non fornisce un appoggio ai fasci muscolari. Tuttavia essa viene rinnovata periodicamente dall'animale tramite muta. Essa però non essendo impermeabile (per mancanza degli strati cerosi) non riesce ad evitare l'evaporazione dei liquidi interni e di conseguenza gli Onicofori devono vivere necessariamente in ambienti molto umidi quali quelli tropicali. La forma del corpo è stabilizzata dalla pressione del liquido interno.
Il sistema muscolare, simile a quello degli anellidi, è formato da fasci muscolari circolari, longitudinali e diagonali che si trovano al di sotto della membrana basale dell'epidermide.

### Sistema nervoso e organi di senso
Il sistema nervoso è basato su due grandi gangli cerebroidi, un cingolo periesofageo e due cordoni nervosi ventrali, collegati da numerose connessure parallele. Dai gangli cerebroidi partono diverse coppie di nervi e in particolare i nervi ottici e i nervi sensori connessi alle antenne.
Le principali strutture sensoriali sono fornite da chemiorecettori, concentrati sulle antenne e sulla bocca, e da recettori tattili che, oltre ad essere concentrati anch'essi sulle strutture precedenti, sono anche sulle papille distribuite sulla superficie del corpo. In quasi tutte le specie alla base delle antenne vi sono anche due ocelli, forniti di una lente e di uno strato retinico.

## Riproduzione e sviluppo
I sessi sono separati e molte specie mostrano un notevole dimorfismo sessuale, con le femmine in genere più grandi e spesso anche con più zampe. Vi sono specie ovipare e vivipare, ma la maggioranza degli onicofori sono ovovivipari: le uova si sviluppano in una camera incubatrice detta utero.
Lo sviluppo è continuo, senza uno stadio larvale e, a causa della cuticola, richiede diverse mute. La durata della vita può giungere a 6 anni.

## Distribuzione, habitat ed ecologia

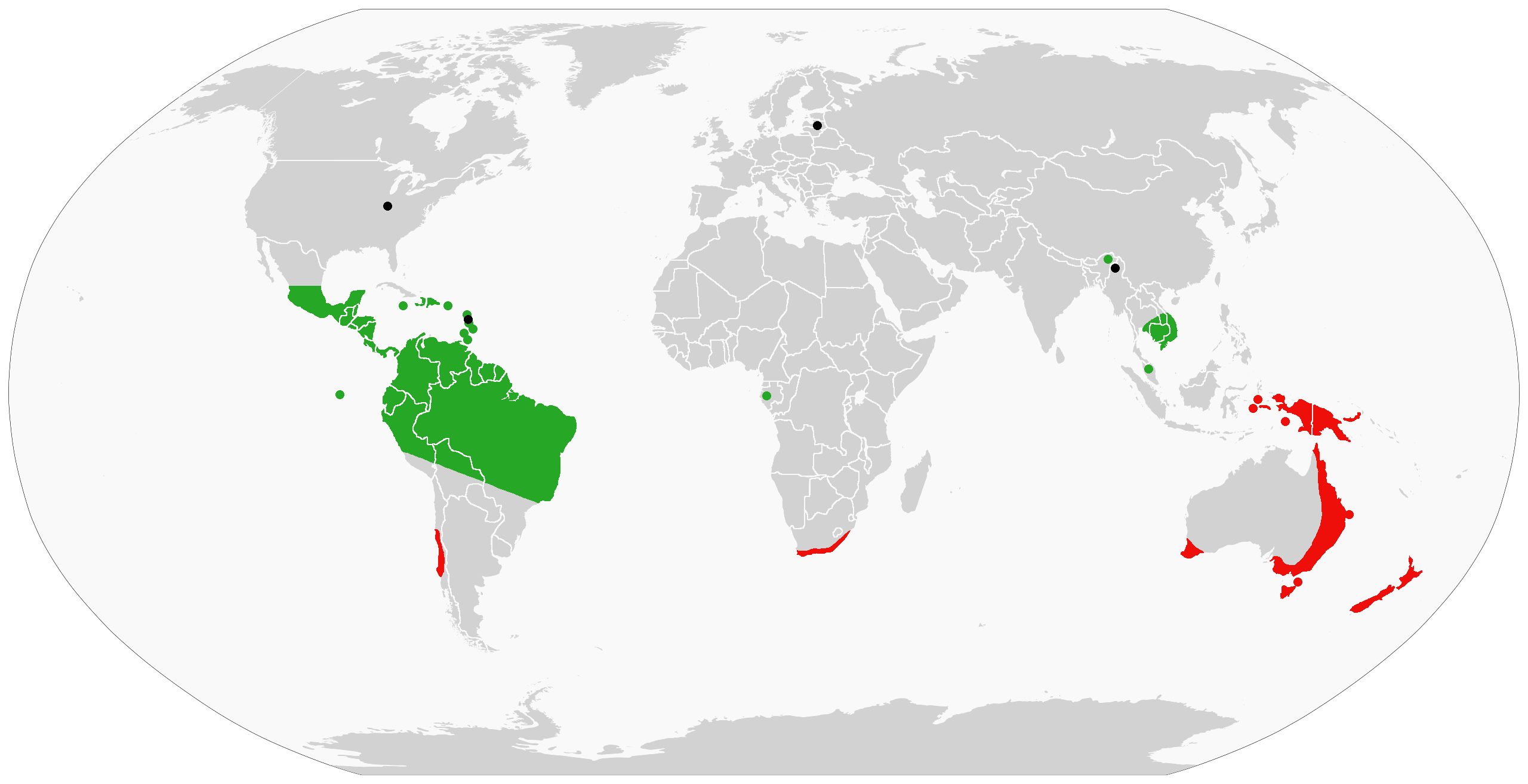
Areali delle due famiglie di onicofori: in verde quello dei peripatidi e in rosso quello dei peripatopsidi.

Gli onicofori sono presenti in molte aree tropicali o temperate, quasi tutte appartenenti all'emisfero meridionale: in America centrale e meridionale, nell'Africa equatoriale occidentale, in Sudafrica, nell'India settentrionale, in Malaysia e Indonesia, in Australia, Nuova Zelanda e Nuova Guinea. Si tratta di terre che fino al Mesozoico appartenevano tutte al supercontinente Gondwana, della cui passata esistenza gli onicofori forniscono una conferma.
Gli habitat sono sempre terrestri (è l'unico phylum a non avere alcun rappresentante acquatico o semiacquatico) e caratterizzati da alta umidità e scarsa luce, come è il caso della lettiera delle foreste tropicali. Due specie vivono in grotte.
Gli onicofori si nutrono anche di vegetali ma soprattutto di animali, che vengono catturati mediante il getto di una sostanza mucosa emessa dalle due ghiandole mucipare che sboccano nelle papille orali presenti ai lati della bocca. Il muco, che può essere lanciato fino alla distanza di mezzo metro, indurisce rapidamente all'aria, immobilizzando le prede.

## Evoluzione e filogenesi
Fossili risalenti al Cambriano mostrano che i progenitori degli attuali onicofori (detti protonicofori) erano forme marine.
Analisi del DNA e del RNA hanno dimostrato che il phylum è filogeneticamente collegato agli Artropodi, ai Tardigradi e, meno strettamente, ai Nematodi e ad altri phyla minori. Nel 1997 è stato perciò introdotto il superphylum degli Ecdysozoa, che raggruppa tutti questi taxa.
Recenti analisi cladistiche individuano gli Onicofori come i parenti viventi più vicini degli Artropodi.

## Sistematica interna
- Classe Onychophorida
  - ordine Paronychophora †
  - ordine Euonychophora
    - famiglia Peripatidae - peripatidi
    - famiglia Peripatopsidae - peripatopsidi